# Нурма (Волховський район)
Нурма (рос. Нурма) — присілок у Волховському районі Ленінградської області Російської Федерації.
Населення становить 4 особи. Належить до муніципального утворення Кисельнянське сільське поселення.

## Історія
Згідно із законом № 56-оз від 6 вересня 2004 року належить до муніципального утворення Кисельнянське сільське поселення.

## Населення
| 2007 | 2010 | 2017 |
| ---- | ---- | ---- |
| 3    | ↘1   | ↗4   |